# 藤棚町
藤棚町（ふじだなちょう）は、神奈川県横浜市西区の町名。現行行政地名は藤棚町1丁目および藤棚町2丁目（字丁目）。住居表示未実施区域。郵便番号220-0053（集配局：神奈川郵便局））。

## 地理
横浜市西区南西部に位置する。北西で浜松町、北東で中央、東で西戸部町、南で境之谷、西で久保町に接する。 町域内はほぼ住宅地として利用されている。中央部を藤棚浦舟通りが南北に縦貫している。1丁目の藤棚交差点は五叉路であり、野毛山からの水道道を含めると6本の道が集中する市内でも珍しい場所である。

### 警察
町内の警察の管轄区域は以下の通りである。
| 丁目        | 番・番地等 | 警察署     | 交番・駐在所 |
| ----------- | ---------- | ---------- | ------------ |
| 藤棚町1丁目 | 全域       | 戸部警察署 | 藤棚町交番   |
| 藤棚町2丁目 | 全域       | 戸部警察署 | 藤棚町交番   |

## 歴史
1928年（昭和3年）9月1日、横浜市中区西戸部町・同久保町から設置された。1935年（昭和10年）、1938年（昭和13年）に西戸部町の一部を編入した。1944年（昭和19年）からは分区のため西区藤棚町となる。1955年（昭和30年）浜松町・久保町と境界変更、1966年（昭和41年）一部が中央2丁目および久保町となる。また同年浜松町と境界変更が行われた。1977年（昭和52年）にも久保町と境界変更が行われている。

### 地名の由来
横浜市電久保山線の停留所が設置される際、藤棚交差点にあった「鈴木屋」という和菓子屋の軒先に見事な藤棚があったため、停留所名に採用された。また、1928年（昭和3年）に町名がつけられる際一度は「東雲町」に決定しかかったが、住民の反対で停留所名を町名に採用した経緯がある。この藤棚は戦時中に失われたが、1977年（昭和52年）に再設置された。

## 世帯数と人口
2025年（令和7年）6月30日現在（横浜市発表）の世帯数と人口は以下の通りである。
| 丁目        | 世帯数    | 人口    |
| ----------- | --------- | ------- |
| 藤棚町1丁目 | 638世帯   | 1,024人 |
| 藤棚町2丁目 | 1,132世帯 | 1,879人 |
| 計          | 1,770世帯 | 2,903人 |

### 人口の変遷
国勢調査による人口の推移。
| 年                 | 人口  |
| ------------------ | ----- |
| 1995年（平成7年）  | 2,982 |
| 2000年（平成12年） | 3,035 |
| 2005年（平成17年） | 2,952 |
| 2010年（平成22年） | 2,873 |
| 2015年（平成27年） | 2,847 |
| 2020年（令和2年）  | 3,001 |

### 世帯数の変遷
国勢調査による世帯数の推移。
| 年                 | 世帯数 |
| ------------------ | ------ |
| 1995年（平成7年）  | 1,187  |
| 2000年（平成12年） | 1,297  |
| 2005年（平成17年） | 1,349  |
| 2010年（平成22年） | 1,388  |
| 2015年（平成27年） | 1,443  |
| 2020年（令和2年）  | 1,674  |

## 学区
市立小・中学校に通う場合、学区は以下の通りとなる（2024年11月時点）。
| 丁目        | 番地         | 小学校               | 中学校               |
| ----------- | ------------ | -------------------- | -------------------- |
| 藤棚町1丁目 | 28〜50番地   | 横浜市立西前小学校   | 横浜市立西中学校     |
| 藤棚町1丁目 | 51〜126番地  | 横浜市立稲荷台小学校 | 横浜市立岩井原中学校 |
| 藤棚町2丁目 | 198〜229番地 | 横浜市立稲荷台小学校 | 横浜市立岩井原中学校 |
| 藤棚町2丁目 | 177〜197番地 | 横浜市立一本松小学校 | 横浜市立老松中学校   |

## 産業

### 事業所
2021年現在の経済センサス調査による事業所数と従業員数は以下の通りである。
| 丁目        | 事業所数  | 従業員数 |
| ----------- | --------- | -------- |
| 藤棚町1丁目 | 72事業所  | 402人    |
| 藤棚町2丁目 | 29事業所  | 216人    |
| 計          | 101事業所 | 618人    |

### 事業者数の変遷
経済センサスによる事業所数の推移。
| 年                 | 事業者数 |
| ------------------ | -------- |
| 2016年（平成28年） | 116      |
| 2021年（令和3年）  | 101      |

### 従業員数の変遷
経済センサスによる従業員数の推移。
| 年                 | 従業員数 |
| ------------------ | -------- |
| 2016年（平成28年） | 629      |
| 2021年（令和3年）  | 618      |

## 交通

### 鉄道
町域内に鉄道は通っていないが、相鉄線西横浜駅が最寄駅として利用されている。

### バス
町域内には以下の路線バスが運行されている。

#### 横浜市営バス
- 9系統 （藤棚 - 保土ヶ谷駅東口 - 井土ヶ谷駅 - 弘明寺 - 岡村町 - 滝頭 - 磯子駅など）
- 68・102・324系統（横浜駅 - 藤棚 - 黄金町 - 浦舟町 - 中村橋 - 滝頭など）
- 聖隷横浜病院循環（聖隷横浜病院前 → 藤棚 → 保土ケ谷駅東口 → 聖隷横浜病院前）

### 道路
- 横浜市主要地方道81号藤棚伊勢佐木線（藤棚浦舟通り）

## 施設
- 県営藤棚アパート - 神奈川県立第一中学校跡地。
- 神奈川県教育会館
- 神奈川県高等学校教育会館
- 戸部警察署藤棚町交番
- 横浜市立稲荷台小学校
- 天理教弘明寺分教会